# Barrage vert
Le Barrage vert (en arabe : السّد الأخضر, en tamazight : ⵓⴳⴳⵓⴳ ⴰⵣⴻⴳⵣⴰⵡ) est un projet agroécologique de boisement de la steppe algérienne, notamment pour lutter contre l'avancée du désert. C'est l'un des plus ambitieux projets réalisés par l'Algérie durant l'ère Boumédiène. Ce projet couvre 13 wilayas, 183 communes et 1 200 localités, intègre des zones pastorales, forestières et agricoles, totalisant une superficie de 4,7 millions d'hectares.

## Historique

### Création du projet dans les années 1970

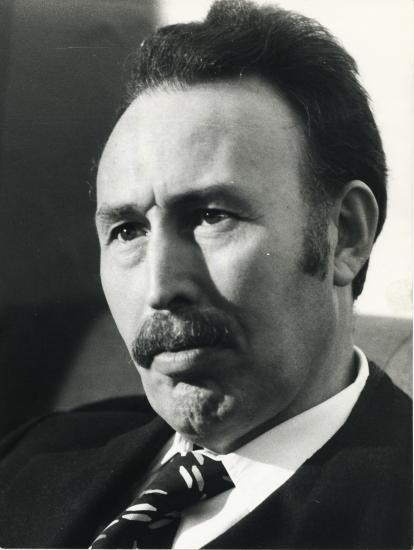
Houari Boumédiène.

Dès sa création, le Barrage vert vise prioritairement le renouvellement du patrimoine forestier algérien mis en danger notamment par la désertification, l'activité humaine et, de façon plus controversée et localisée, par des dommages durant la guerre d'Algérie du fait des bombardements de l'aviation de l'armée française[réf. nécessaire]. 
Dès 1968, quatre projets de reboisement sont déployés en amont des forêts naturelles de pin d’Alep dans les monts des Ouled Naïl dans la wilaya de Djelfa,.
Le Barrage vert est créé par la décision du 23 juin 1970 relative à la création du périmètre de reboisement de Moudjebara dans la wilaya de Djelfa. C’est ainsi que le président Houari Boumédiène annonce en 1970 la mise en place de ce projet du Barrage vert qui vise le reboisement de trois millions d'hectares,. Le Barrage vert, dans sa lutte contre la désertification, participe au développement économique et social, ainsi qu'à l'indépendance alimentaire de l'Algérie.
Cependant, le projet s'est rapidement heurté à des difficultés majeures. L'approche reposait sur la monoculture du pin d'Alep, sans tenir compte de la diversité des écosystèmes concernés. En conséquence, les taux de survie des arbres plantés se sont avérés souvent insuffisants, tandis que le manque d'entretien des zones reboisées a entraîné l'échec de nombreuses plantations.

### Relance du projet dans les années 2010-2020
À partir de la décennie 2010, le barrage vert est remis au goût du jour. Une étude sur sa réhabilitation et son extension est lancée en 2012, un plan d'action est proposé en 2016, des réunions et des ateliers ont lieu en 2018.
En octobre 2019, le gouvernement annonce la mise en place d'un organe de coordination afin de lancer les travaux. Le but est de restaurer le barrage vert et d'augmenter son extension de 10 %. 43 millions d'arbustes doivent être plantés dans le cadre d'une campagne nationale de reboisement.
Le 17 juin 2021, le ministère algérien de l'Agriculture et du Développement rural et la direction générale des forêts (DGF), procédé, lors de la célébration de la journée internationale de la lutte contre la désertification, à M'Sila, au lancement de « l'initiative nationale pour la restauration du barrage vert » et d'un projet de proposition de financement du Fonds vert climat (FVC).
Le 29 octobre 2023 une nouvelle enveloppe budgétaire de 75 milliards de dinars, échelonnée jusqu'à l'horizon 2030, est allouée pour redynamiser le projet. Une première tranche de 10 milliards dinars a été mobilisée en 2023, pour l’année 2024 une nouvelle tranche de 5,7 milliards dinars a été débloquée, en 2025, une troisième tranche, d’un montant de 11,09 mds DA, a été attribuée à la Direction générale des Forêts afin de poursuivre les opérations de plantation, ainsi que les actions de protection et de soutien.
Entre 2020 et 2023 plus de 26 millions de plants ont été mis en terres sur une superficie de 43 558 hectares.
Entre fin 2023 et début 2025, des avancées notables ont été réalisées, notamment le reboisement de 21 000 hectares, l'aménagement de 376 kilomètres de pistes rurales et agricoles, la création de 80 points d'eau, ainsi que la correction torrentielle sur une superficie de 35 400 m2, a indiqué la DGF. Par ailleurs, 16 400 hectares de terres ont été mises en défens pour réhabiliter les parcours steppiques, qui représentent une large part de la superficie du Barrage vert.
En novembre 2024, un décret exécutif précise les missions de l'organe de coordination.
Le 11 décembre 2024, à l’occasion de la journée internationale de la Montagne, la compagnie publique gazière Sonatrach et la Direction générale des forêts (DGF) ont signé un accord visant à réaliser un projet forestier pour la création de puits de carbone naturels certifiés. Ce projet de décarbonation qui renforcera le barrage verts, s’intitule « Restauration des paysages forestiers dans le contexte des changements climatiques » (RPFCC). Concrètement, le RPFCC consiste à planter 423 millions de plants d’arbres à l’horizon 2033 sur une superficie de 520 000 hectares. Selon une étude de la Sonatrach, ce programme permettra, dès 2033, une séquestration potentielle de carbone estimée entre 11,7 et 19,7 millions de tonnes équivalent CO2.

## Objectifs
Le Barrage vert est une ceinture forestière qui vise à stopper l’avancée du désert vers le Nord du pays en créant une barrière de verdure reliant les frontières algériennes ouest aux frontières est sur une longueur de 1 500 km.

## Description
Pour un article plus général, voir Géographie de l'Algérie.

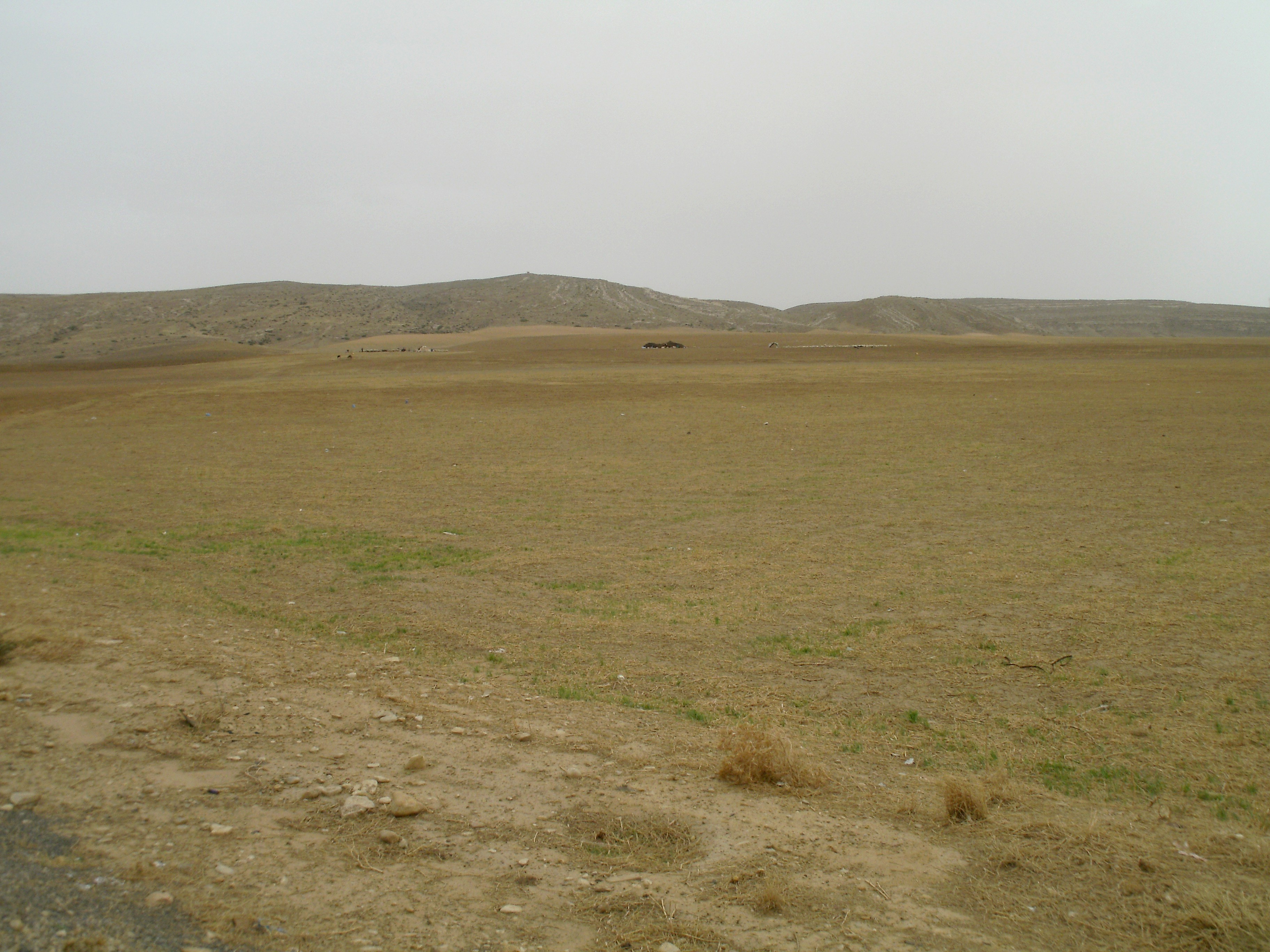
Steppe des hauts plateaux algériens.

Le Barrage vert traverse les hauts plateaux algériens d'Est en Ouest, mais il ne peut pas être réalisé d'une manière uniforme et monolithique, car chaque région steppique possède ses spécificités géographiques et climatiques propres, qui ont fait l'objet d'études approfondies des écosystèmes locaux, et de la faune et de la flore locales.
Le choix des essences d'arbres et d'arbustes à planter découle des résultats d'études qui ont montré que seule la végétation indigène, doit être utilisée si l'on veut que le projet réussisse. Les reboisements entrepris le cas échéant produiraient des espaces certes boisés, mais complètement stériles, sans aucune valeur écologique.
À l'inverse de la monoculture adoptée au départ, le projet actuel privilégie la biodiversité. En plus du pin d'Alep, il intègre désormais des espèces autochtones mieux adaptées aux divers écosystèmes traversés, telles que le pistachier de l'Atlas, l'acacia, le caroubier et l'arganier.
L'implantation de la haie vive, formelle (taillée) ou sauvage, est nécessaire pour reconquérir le territoire steppique, le quadriller afin de conserver les sols et l'eau, d'améliorer le microclimat et faire reculer le désert.